# Codice Genesi
Codice Genesi (The Book of Eli) è un film del 2010 diretto dai fratelli Hughes. 
Il film, di genere postapocalittico, con protagonisti Denzel Washington, Gary Oldman e Mila Kunis, è stato distribuito nelle sale cinematografiche statunitensi il 15 gennaio 2010. In Italia è stato distribuito il 26 febbraio 2010 da 01 Distribution.

## Trama
Nel 2043, 30 anni dopo una guerra nucleare che ha stravolto gran parte del clima terrestre, sulla terra vive Eli, un uomo misterioso che si dirige, a piedi, verso la costa occidentale di quelli che erano gli Stati Uniti. Durante il cammino, Eli mostra di possedere grandi abilità nel combattimento quando affronta e uccide da solo dei pirati della strada che lo avevano attaccato. Bisognoso di trovare dell'acqua, Eli giunge in una città fatiscente costruita con la supervisione del locale signore del crimine, Carnegie, che aspira a poter erigere altre città e avere il controllo totale usando un particolare libro che sta disperatamente cercando sul suo territorio.
In un locale Eli viene attaccato da una gang di motociclisti, ma riesce a sconfiggerli da solo. Rendendosi conto che Eli è un uomo colto come lui, Carnegie si offre di ospitarlo anche se l'offerta, in realtà, non è negoziabile. Dopo che Claudia, la compagna cieca di Carnegie, ha rifocillato Eli con cibo e acqua, Carnegie ordina alla figlia di lei Solara, di far invaghire l'ospite. La seduzione, però, fallisce ed Eli le offre invece di condividere il suo pasto. Prima di mangiare, Eli fa recitare a Solara una preghiera insieme a lui. Solara nota che Eli porta con sé un libro particolare. L'indomani Carnegie viene a sapere da Solara sia della preghiera sia del libro di Eli e capisce che si tratta proprio del libro che sta cercando. Di sera Eli si reca a riprendere il lettore musicale che aveva chiesto di ricaricare e subito dopo viene assalito dagli scagnozzi di Carnegie. Gli uomini rimangono stupefatti nel vedere che i proiettili non uccidono Eli, il quale risponde all'attacco prima uccidendo gli uomini di Carnegie e poi sparando alla gamba di quest'ultimo.
Impressionata dal misterioso straniero, Solara conduce Eli alla riserva d'acqua della città, sperando di poterlo seguire nel suo pellegrinaggio. Eli invece, volendo proseguire il viaggio da solo, la rinchiude dentro la struttura. Solara riesce a liberarsi ma viene assalita da due stupratori, da cui poi Eli la salva. Mentre continuano a viaggiare insieme, Eli spiega alla ragazza che il libro che possiede è in realtà una Bibbia, l'ultima copia rimasta sulla terra dopo la guerra, guerra durante la quale furono distrutte tutte le altre copie perché i sopravvissuti la consideravano la vera causa del conflitto. Per questo Carnegie è alla ricerca di essa, credendo di poterla utilizzare per mettere il popolo in ginocchio come una specie di moderno Conquistador. Eli intende portare quest'ultima copia in un posto sicuro affermando che è stata la fede a guidarlo per tutti questi anni.
Durante il viaggio la coppia s'imbatte nella dimora di George e Martha, due anziani cannibali che li invitano a prendere un tè. Proprio in quel momento sopraggiungono Carnegie e i suoi sgherri e nello scontro a fuoco che segue George, Martha e alcuni uomini del criminale muoiono. Al termine della sparatoria Eli e Solara vengono catturati e Carnegie minaccia di ucciderli se non gli consegneranno la Bibbia. Tuttavia, dopo essersi impossessato del libro, Carnegie spara a Eli, ferendolo e abbandonandolo lì per poi tornare in città insieme a Solara e il resto dei suoi uomini.
Solara riesce a liberarsi e a impossessarsi di una macchina per andare a soccorrere Eli e Carnegie rinuncia a inseguirla a causa del poco carburante rimasto nel suo veicolo. Solara raggiunge Eli che, recuperate le forze, ha ripreso il suo cammino. Arrivano infine all'ovest, attraversano il Golden Gate Bridge e raggiungono in barca a remi l'isola di Alcatraz, luogo dove un gruppo di sopravvissuti ha eretto una fortezza in cui preservano la cultura. Nel frattempo Carnegie torna a casa sua e apre finalmente la copia della Bibbia scoprendo, però, che si tratta di un'edizione in braille. Carnegie chiede a Claudia di leggergliela ma Claudia finge di non saperlo fare. A quel punto Carnegie viene afflitto dai dolori della ferita, nel frattempo infetta, provocata dalla fucilata di Eli. Carnegie si rende conto che il suo "impero" sta crollando a causa dei conflitti tra i cittadini e un'altra banda criminale e che lui è condannato a una fine lenta e dolorosa.
Nel frattempo Eli, con le ultime forze che gli rimangono, recita a Lombardi (il leader dei sopravvissuti) tutti i versetti della Bibbia che conosce ormai a memoria per averla letta tantissime volte. Lombardi trascrive i versetti e, al termine, archivia la nuova Bibbia di re Giacomo insieme alla Torah, alla Tanakh e al Corano. Il film termina con la morte di Eli, che può finalmente riposare in pace dopo aver compiuto la sua missione. A Solara viene offerto di restare con i civilizzati ma la ragazza rifiuta l'offerta e torna al villaggio da sua madre, portando con sé gli effetti appartenuti a Eli.

## Produzione
Nel maggio del 2007 la Warner Bros. mette sotto contratto i fratelli Hughes per dirigere il film The Book of Eli, basato su una sceneggiatura di Gary Whitta. Nel settembre 2008, dopo una trattativa, l'attore Denzel Washington ottiene il ruolo da protagonista, mentre a ottobre si unisce al cast Gary Oldman.
Con un budget di 80 milioni di dollari, le riprese incominciano ufficialmente nel febbraio 2009 nel Nuovo Messico. Il film è una co-produzione tra Alcon Entertainment e Silver Pictures.

## Distribuzione
Il film è stato distribuito nel 15 gennaio 2010 negli Stati Uniti e in Canada dalla Warner Bros., mentre in Australia, Asia, America Latina e molti paesi dell'Europa è stato distribuito dalla Sony Pictures. Il primo trailer del film è stato mostrato in anteprima al Comic-Con il 23 luglio 2009 e successivamente diffuso in internet.
In Italia il film è stato acquistato dalla 01 Distribution, che lo ha distribuito il 26 febbraio 2010.

## Curiosità
- Durante il film vengono controllate le mani del protagonista, nell'incontro con Martha e George si vedono le loro mani tremare e viene svelato che mangiano carne umana soffrendo di Kuru, una forma della "Malattia di Creutzfeldt-Jakob" causata dal mangiare cervelli umani.
- Carnegie appare per la prima volta mentre legge una biografia di Mussolini scritta nel 2002 da Richard James Boon Bosworth, ma nei titoli di coda viene citata una versione del Mein Kampf di Hitler non presente nel film.
- Nel corso del film in due scene si sente Redridge fischiettare la Canzone di Cockeye, tratta dalla colonna sonora del film C'era una volta in America di Sergio Leone, composta da Ennio Morricone.